# Rio Bravo (1959)
Rio Bravo is een Amerikaanse Western-film uit 1959, gebaseerd op een kort verhaal van B.H. McCampbell. De film is geregisseerd en geproduceerd door Howard Hawks. Hoofdrollen worden vertolkt door John Wayne, Dean Martin, en Ricky Nelson.

## Verhaal

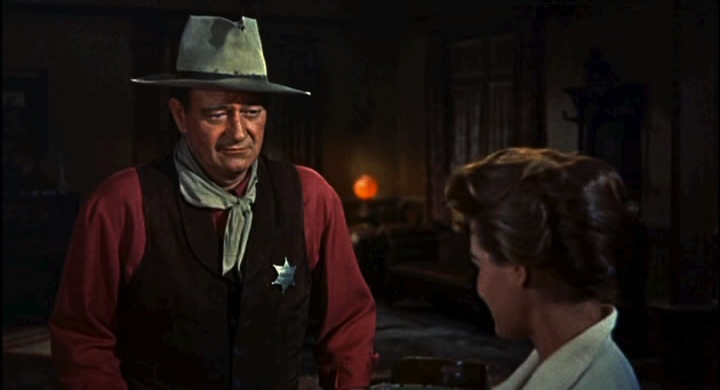
Scène uit Rio Bravos trailer: Chance and "Feathers".

Het verhaal speelt zich af in het plaatsje Rio Bravo. Bij aanvang van de film raakt Dude, een hulpsherriff en de lokale dronkaard, in gevecht met Joe Burdette en diens handlangers. Sheriff John T. Chance en een omstander komen tussenbeide, maar de omstander wordt hierbij door Burdette doodgeschoten. Burdette zelf wordt hierop door Chance gearresteerd.
Wanneer Burdettes broer, de rijke rancheigenaar Nathan Burdette, hoort van de arrestatie, verzamelt hij een leger huurlingen om zijn broer te bevrijden. Chance wordt enkel geholpen door Dude en een andere hulpsheriff, de invalide Stumpy. De situatie wordt complexer wanneer Pat Wheeler in het plaatsje arriveert met een wagenlading voorraden voor Fort Worth. Hij heeft een jonge revolverheld, Colorado Ryan, ingehuurd om zijn lading te beschermen. Ook verschijnt een mysterieuze vrouw, Feathers, waarmee Chance een relatie begint.

## Rolverdeling
| Acteur                  | Personage              |
| ----------------------- | ---------------------- |
| John Wayne              | Sheriff John T. Chance |
| Dean Martin             | Dude ('Borrachón')     |
| Ricky Nelson            | Colorado Ryan          |
| Angie Dickinson         | Feathers               |
| Walter Brennan          | Stumpy                 |
| Ward Bond               | Pat Wheeler            |
| John Russell            | Nathan Burdette        |
| Pedro Gonzalez-Gonzalez | Carlos Robante         |
| Estelita Rodriguez      | Consuela Robante       |
| Claude Akins            | Joe Burdette           |
| Malcolm Atterbury       | Jake                   |

## Achtergrond

### Productie
Rio Bravo werd gemaakt als reactie op High Noon. Opnames vonden plaats in de Old Tucson Studios, net buiten Tucson, Arizona.
De film is noemenswaardig vanwege het feit dat er bijna geen close-ups in voorkomen. In de hele film zijn slechts twee van zulke scènes verwerkt. De film bevat tevens een lange openingsscène zonder dialoog.
De muziek voor de film werd gecomponeerd door Dimitri Tiomkin. De soundtrack bevat onder andere het nummer "El Degüello," welke meerdere malen te horen is om de spanning op te bouwen. Dit nummer werd een jaar later ook gebruikt in Wayne’s film The Alamo.
Omdat in de film een crooner (Martin) en een tieneridool (Nelson) meespelen, liet Hawks ook drie gezongen nummers in de soundtrack opnemen. Vlak voor het gevecht bij de gevangenis zingt Martin "My Rifle, My Pony, and Me" (voorzien van nieuwe tekst). Nelson zingt een korte versie van "Get Along Home, Cindy." Tijdens de aftiteling zingt Martin het speciaal voor de film gecomponeerde nummer "Rio Bravo", geholpen door het Nelson Riddle-orkest.

### Ontvangst
Rio Bravo wordt gezien als een van Hawks’ beste films. De film kreeg positieve reacties van critici en haalde 5.5 miljoen dollar op.

### Remakes en inspiratie
Van Rio Bravo zijn twee informele remakes gemaakt onder andere titels: El Dorado (1968) en Rio Lobo (1970). Beide wijken qua verhaal af van Rio Bravo.
John Carpenter gebruikte Rio Bravo als inspiratie voor zijn film Assault on Precinct 13 uit 1976. Ook de film Ghosts of Mars uit 2001 vertoont overeenkomsten met Rio Bravo.

## Prijzen en nominaties
In 1959 won “Rio Bravo” de tweede prijs bij de Laurel Awards voor zowel “beste actiedrama” als “Top Action Performance” (Dean Martin)
In 1960 werd de film genomineerd voor een DGA Award voor Outstanding Directorial Achievement in Motion Pictures (Howard Hawks).